# Jacques Nougier
Jacques Nougier, né en 1935, est un  volcanologue français, professeur d'université, conseiller diplomatique et auteur d'ouvrages romanesques.

## Biographie
Professeur des universités, il enseigna à Avignon et pays de Vaucluse, à Yaoundé et Pierre-et-Marie-Curie (Paris VI).
Il conduisit diverses missions géologiques en outre-mer, notamment dans les Terres australes et antarctiques françaises (îles Kerguelen, îles Crozet, Îles Saint-Paul et Amsterdam). Il fut conseiller scientifique du Territoire (1963-1972) et membre de la Commission de toponymie des Kerguelen. Il occupa en outre le poste de délégué français au Scientific Committee on Antarctic Research (1964-1982) et effectua des missions à Saint-Pierre-et-Miquelon, Mayotte, la Réunion, etc.
Conseiller scientifique, il avisa les ambassades de France en Israël à Tel Aviv et au Canada à Ottawa de 1983 à 1990.
Il géra également en tant que directeur administratif et financier les finances du programme scientifique international Frontière humaine (en anglais Human Frontier Science Program ou HFSPO) en 1991-92 à Strasbourg.

## Œuvres

### Publications scientifiques
Environ 70 publications scientifiques et 50 rapports d'ambassades (Israël, Canada). Parmi les principales publications :
- 1963 : Les phases volcaniques successives dans la péninsule Rallier du Baty (Kerguelen). C.R.Ac.Sc. t.256 p. 4054-4056
- 1970 : Contribution à l'étude géologique et géomorphologique des îles Kerguelen. CNFRA no 27; t. 1,440 p; t.2, 256 p; carte  géologique au 1:200.000
- 1970 Geochemistry of an oceanite-ankaramite-basalt suite from île de l'Est (Crozet archipelago) Cont. to Mineralogy and petrology 28,4, p. 319-339
- 1971 : Amsterdam island, an isolated volcano of the Southern Indian Ocean. Cont. to Mineralogy and Petrology 32,2,p. 79-92
- 1972 ; Volcanism of sub-antartic islands. A review. IIth SCAR meeting, Oslo p. 777-787
- 1972 : Geochronology of the volcanic activity in Kerguelen islands. IIth SCAR Meeting, Oslo p. 803-808
- 1972 : Volcanic associations in îles Kerguelen. IIth SCAR Meeting Oslo p. 809-815
- 1974 : Les nordmarkites des îles Kerguelen dans leur cadre structural et le problème de leur origine. Bull. Soc.géol. fr 7, XV, 3-4, p. 306-312
- 1974 : Kerguelen ; continental fragment or oceanic island ? Geol. Soc. Amer. Bull. 25, p. 201-212
- 1974 : Volcanologie de la ligne du Cameroun. Ann. Fac. Sc. Yaoundé, 17, p. 3-48
- 1975 : The Amsterdam-St-Paul volcanic province and the formation of low-tholeiitic andesites. Lithos, p. 137-149
- 1978 : Volcanisme et structure de l'île Mayotte (Comores) C.R.Ac.Sc. vol.D, p. 211-214
- 1981 : Les manifestations post-volcaniques dans les îles australes françaises; zones fumerolliennes et sources thermo-minérales. C.R.Ac.Sc. 295, p. 389-392
- 1982 : Volcanism of St-Paul and Amsterdam islands; some aspects of volcanism along plate margins. IIIth Symp. Antarct. Geol. Madison, p. 755-765
- 1983 : Chronospatial evolution of the volcanic activity from Southeastern Kerguelen. IVth Symp. Antarct. Geol. Adelaide, p. 640-645
- 1984 : Determination by infra-red thermography and modelisation of an icecapped geothermal system in Kerguelen archipelago. Journ. of Volcanol. and Geothermal Res. 20,p. 85-99
- 1987 : The Comores archipelago in the western Indian Ocean: volcanology, geochronology and geodynamic settings. Journ. of African Earth Sc. vol.5,2, p. 135-145
- 1990 : Volcanoes of the Antarctic plate and Southern Oceans. Amer. Geophys. Union series sect. IV, D, vol.48 p. 423-434 et p. 442-445.

### Récits et romans
- Les bootleggers de Saint-Pierre (2002)  (ISBN 2-7475-2332-2); Éd. L'Harmattan (collection "Roman historique")
- Pirate de légines (2003)  (ISBN 2-7475-4459-1); Éd. L'Harmattan (essai documentaire)
- Carnet d'afriques (2006)  (ISBN 2-296-01569-7); Éd. L'Harmattan (colÉection "graveur de Mémoire")
- Les Corsaires des Terres australes (1999)  (ISBN 978-9076526089) ; Éd de la Dyle (roman)
- DVD : Ker 12, le syndrome austral (2006) 90 minutes coul et N&B.  (ISBN 2-296-02240-5) ; l'Harmattan-Vidéo
- L'Albatros et le Tamaris (2013) (prix commandant Jean Loreau de la Fédération nationale du Mérite maritime)  (ISBN 979-10-90014-08-4) Éd. Airelle
- Histoires de Jef ou les Marrons d'Inde du Maréchal (2016)  (ISBN 978-2-37692-000-7); Éd. Libres d'écrire